# سموق موق
SmugMug هو موقع دفع لتبادل الصور على الانترنت وصورة استضافة الخدمة التي تتيح للمستخدمين تحميل الصور عالية الدقة ومقاطع الفيديو إلى موقع SmugMug. أطلق في عام 2002،  تقدم الشركة مجموعة من الأدوات التي تسهل بيع الرقمية ووسائل الإعلام المطبوعة للمصورين الهواة والمحترفين.

## التاريخ
SmugMug تأسست من قبل الأب والابن كريس ودون MacAskill.

وكانت الشركة بدأت دون أي رأس مال استثماري التمويل ولوقت كان قد هرب MacAskill من منزل الأسرة. في عام 2007 المقال، لوس أنجلوس تايمز كتب:
«أنها بدأت على بميزانية صغيرة في عام 2002، لا تتحرك في مكاتب حقيقية في ماونتن فيو، كاليفورنيا., حتى نيسان / أبريل. قبل أن MacAskills وموظفيها إنشاء متجر في خمسة غرفة نوم منزل كريس وزوجته توني. المهندسين هربت اثنين من غرف النوم. ضربة المجففات والفراغات بشكل روتيني فجر القواطع. ينبح الأصفر لابرادور ريتريفر مطاردا من كرات التنس أعلى وأسفل الدرج.»

## وصلات خارجية
- الموقع الرسمي